# Crocallis dardouinaria
Crocallis dardouinaria är en fjärilsart som beskrevs av Freyer 1848. Crocallis dardouinaria ingår i släktet Crocallis och familjen mätare. Inga underarter finns listade i Catalogue of Life.